# Almnäs tegelbruk
Almnäs tegelbruk var ett tegelbruk på Almnäs herrgård i Guldkroken söder om Hjo.
Tegeltillverkning startades 1752 vid Almnäs herrgård, med lera troligen från det som i dag kallas Smedjedammen, belägen mellan Svandammen, det övre dämmet i Almnäsbäcken invid herrgården, och Almnäsbäckens utlopp i Vättern. Lertaget flyttades före 1837 till en lergrop söder om det så kallade Grevestallet. 
Ett nytt tegelbruk uppfördes vid Sjöbolet söder om herrgården under senare delen av 1800-talet. Det moderniserades under 1960-talet. Från 1930-talet låg lertäkten mellan Katebo och Islebo, och med början under 1960-talet söder om Islebo. 
Tegelbruket sysselsatte 1965 omkring 25 anställda. Verksamheten lades ned 1976.
Handslagna tegelstenar finns i innerväggar i Hotell Bellevue i Hjo från 1971–1976 och glaserade tegelplattor finns i matsalsgolvet i samma hotell.

## Bildgalleri

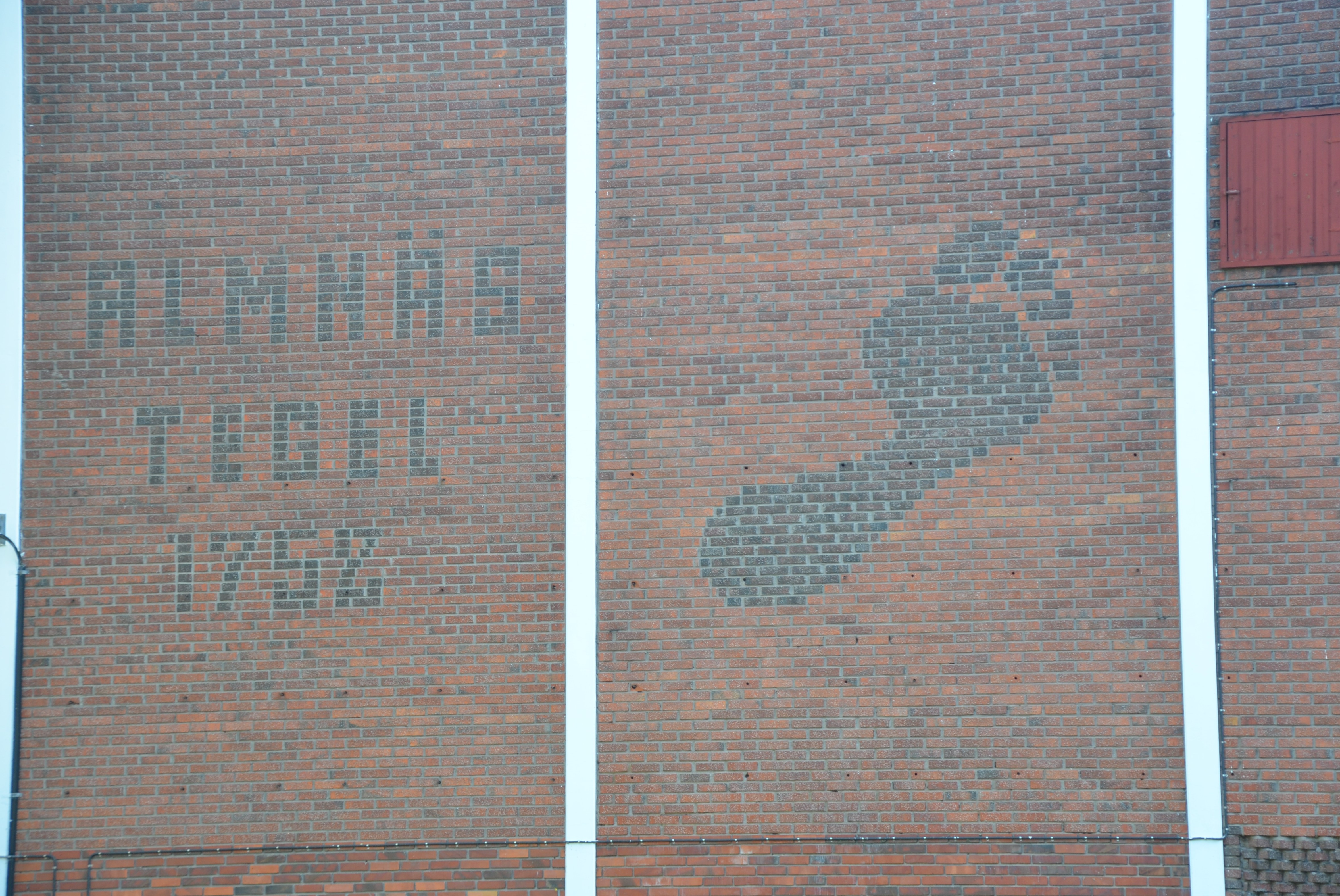
Västra väggen på Almnäs tegelbruk. Foten på väggen var tegelbrukets logotyp.
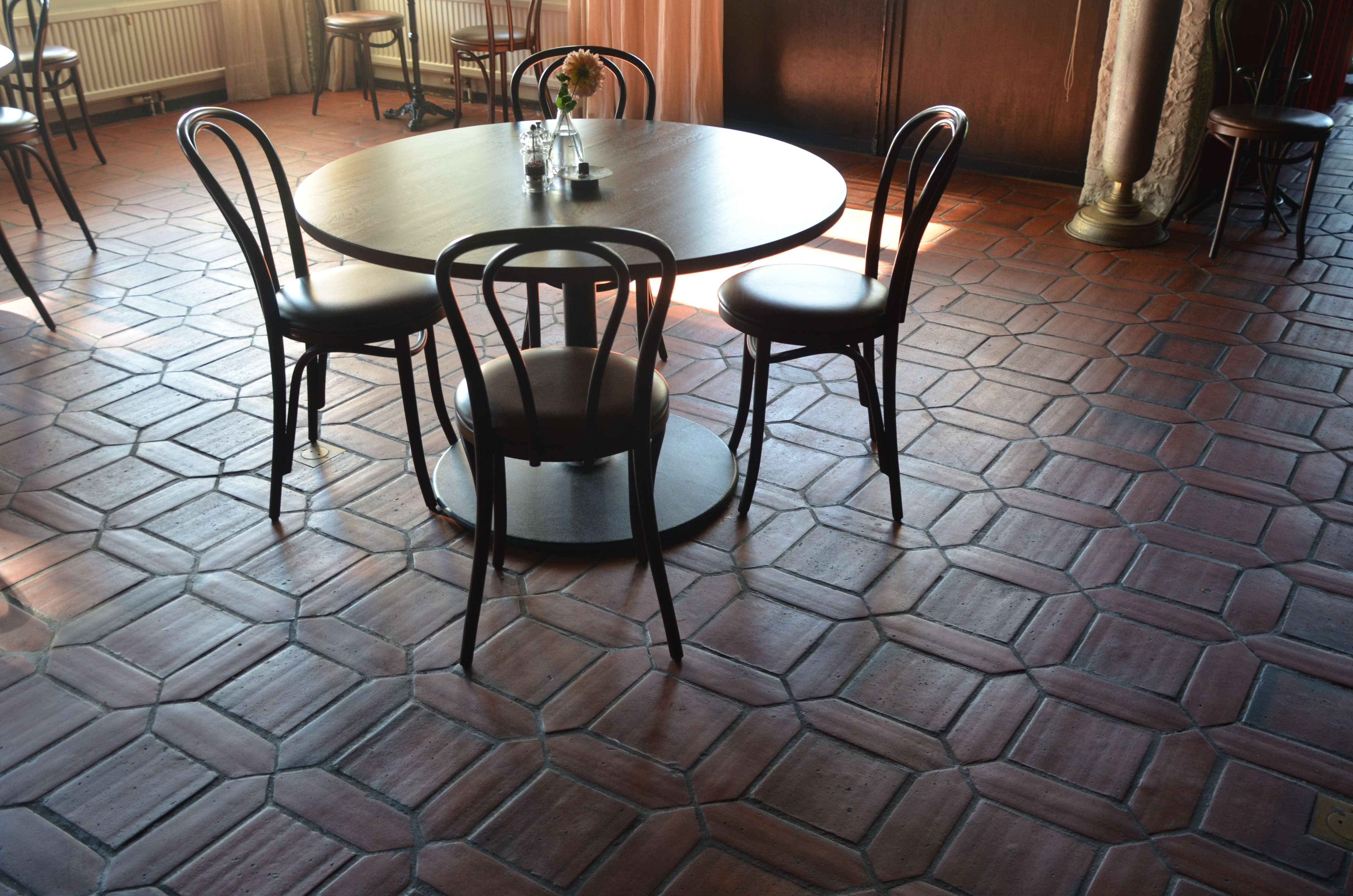
Glaserat tegelgolv i matsalen i Hotell Bellevue, Hjo.
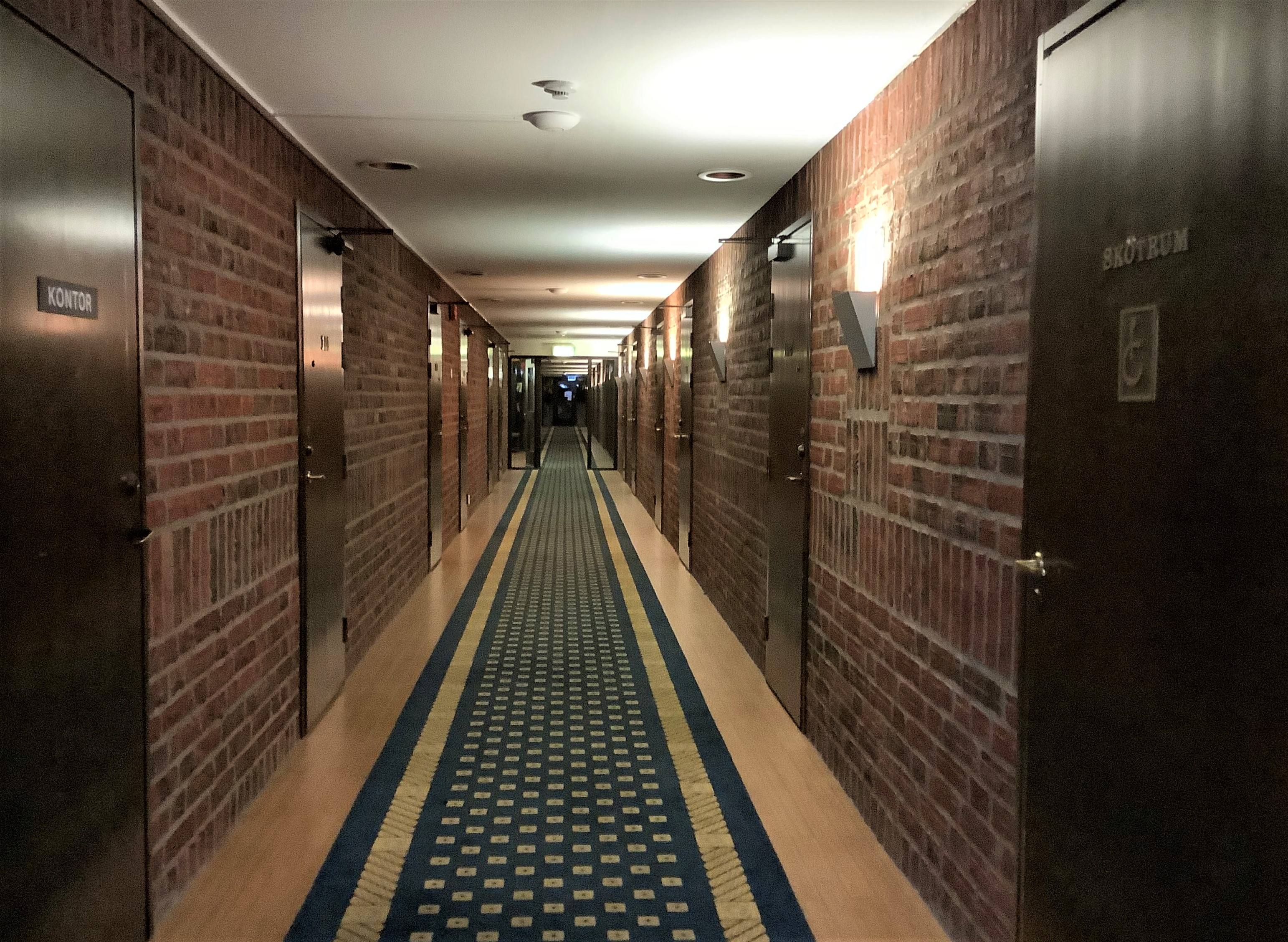
Korridor i Hotell Bellevue med mönstermurade väggar av tegel från Almnäs tegelbruk.
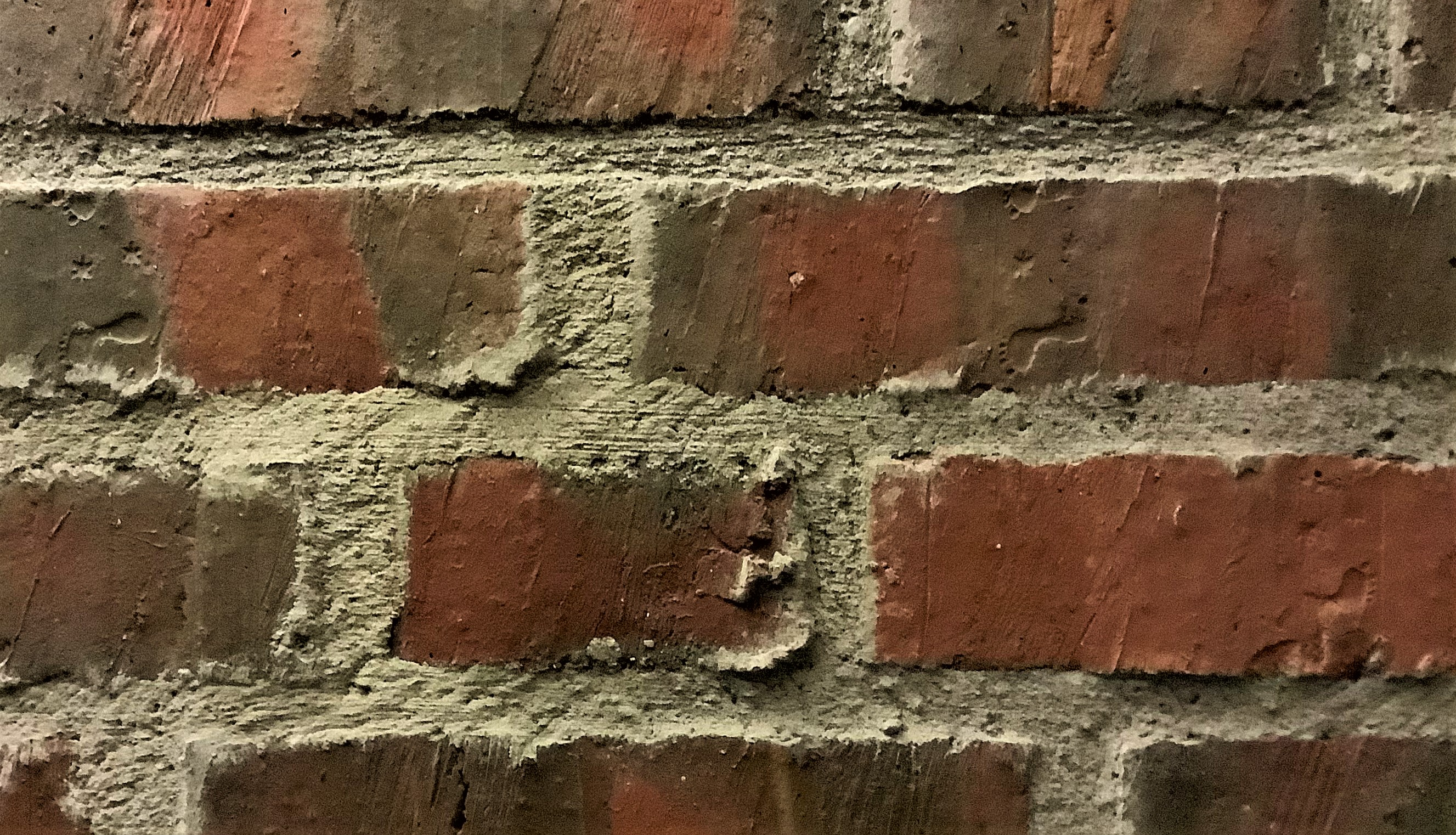
Tegelbrukets logotyp väl synlig på tegelstenar i hotellkorridoren.